# Zomaria frustulosa
Zomaria frustulosa är en fjärilsart som beskrevs av Diakonoff 1973. Zomaria frustulosa ingår i släktet Zomaria och familjen vecklare. Inga underarter finns listade i Catalogue of Life.